# ティファナエンターテイメント
もしかして
- ティファナエンターテインメント

ではありませんか？